# قرآن دایه

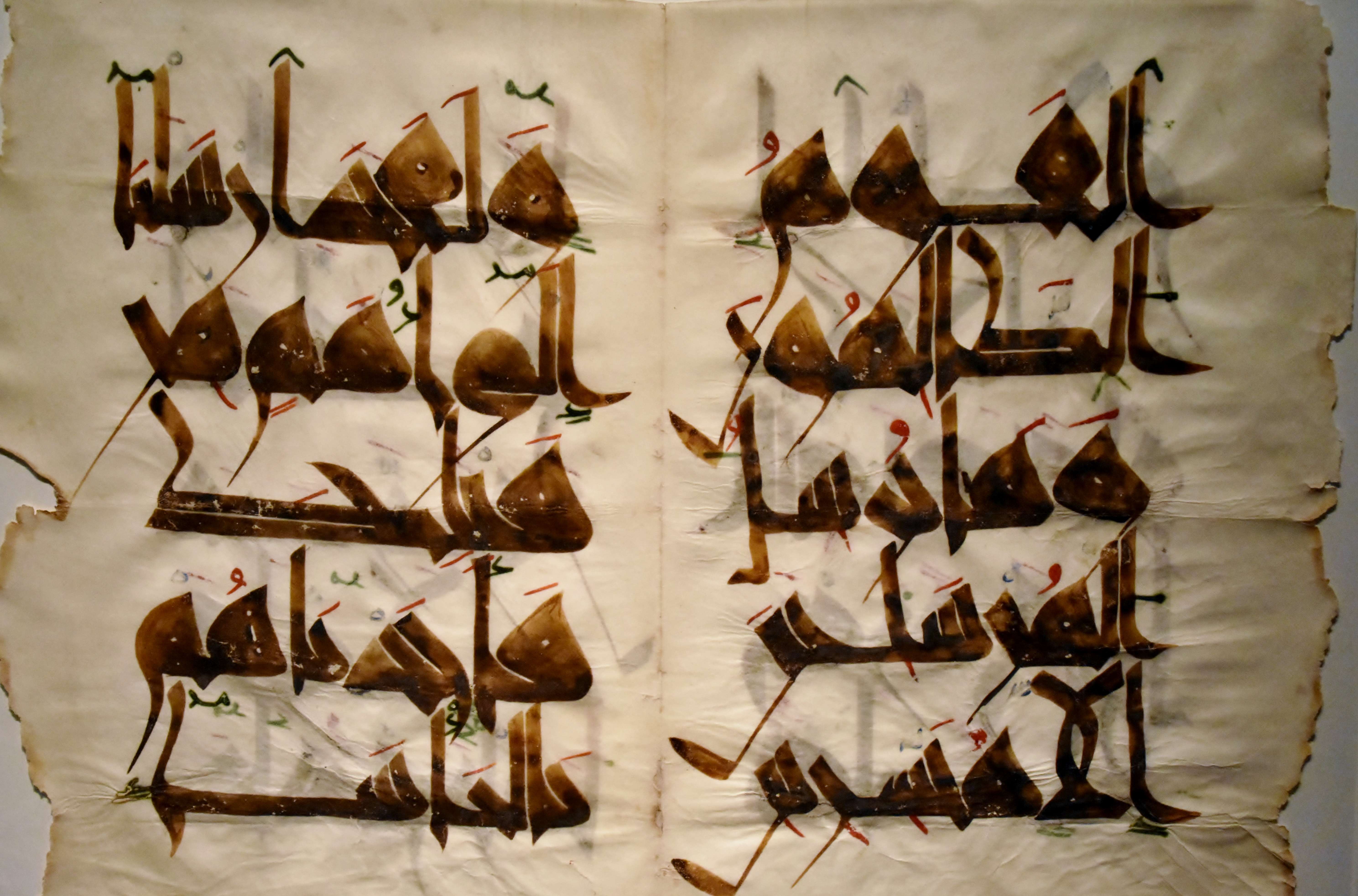
برگی از قرآن دایه به خط قیروانی

قرآن دایه (مصحف الحاضنة) یا Mushaf al-Hadina یکی از برجسته‌ترین نسخه‌های خطی قرآن به خط کوفی قیروانی است که در سال ۱۰۲۰ میلادی (۴۱۰ هجری قمری) در قیروان، تونس، خطاطی شد. این نسخه به سفارش فاطمه، دایه (مربی) شاهزاده المعز بن بادیس از سلسله زیریان، تهیه و به عنوان وقف به مسجد جامع قیروان اهدا شد.

## ریشه
در حدود سال ۱۰۲۰ میلادی، در شهر قیروان تونس، زنی به نام فاطمه زندگی می‌کرد. فاطمه دایه ابن بادیس، از دربار زیریان بود که در آن زمان بخش زیادی از شمال آفریقا را تحت سلطه داشتند. فاطمه، که به عنوان «دایه» شناخته می‌شد، قصد داشت نسخه‌ای از قرآن (مصحف) را به عنوان عمل خیریه وقف، به مسجد جامع قیروان اهدا کند. برای انجام این وقف، او باید خوشنویسانی را استخدام می‌کرد تا این نسخه را بنویسند. مصحف او بعدها به «مصحف الحاضنة» یا «قرآن دایه» معروف شد. بر اساس سند وقف نگهداری‌شده همراه با مصحف دایه، خوشنویسانی به نام الورّاق و دُرّة الکاتبة – یک مرد و یک زن – احتمالاً نگارندگان این نسخه بودند. با دقت در این نسخه خطی، تشخیص اینکه آیا آن‌ها اثری هنری آفریده‌اند یا سندی دینی، دشوار است. آنچه مسلم است، بودجه‌ای نامحدود برای این پروژه در نظر گرفته شده بود؛ گویی دایه از آن‌ها خواسته بود تا شاهکاری بی‌نظیر خلق کنند. خوشنویسان حدود یک سال صرف نوشتن این مصحف کردند. سبک خوشنویسی به‌کاررفته در قرآن دایه، «خط قیروانی» نام دارد که توسط همین خوشنویسان ابداع شد.
قرآن دایه نسخه‌ای یگانه است که در اوایل سده یازدهم میلادی در قیروان، زمانی که این شهر هنوز بخشی از امپراتوری فاطمیان بود، کتابت، تذهیب و صحافی شده است. این مصحف عظیم، شامل سه هزار برگ (حدود ۲۹۰۰ صفحه) به اندازه ۴۴٫۴ در ۳۰ سانتی‌متر، در قطع عمودی است. در هر صفحهٔ تقریباً به اندازهٔ یک پوستر، تنها پنج جمله نوشته شده که هرکدام شش سانتی‌متر ارتفاع دارند و هر جمله یک یا دو واژه دارد. برای تولید صفحات این نسخه عظیم، احتمالاً پوست‌های یک گله گوسفند به کار رفته است. برای نگارش و تزئینات اسلامی صفحات نیز احتمالاً چند کیلو طلا و چند لیتر جوهر رنگی مصرف شده است.
خط قیروانی، الهام‌گرفته از خط کوفی است و به نام شهر قیروان نام‌گذاری شده است. خوشنویسان در این پروژه، خطی نو طراحی کردند، نقطه‌ها را حذف کرده و تمام حرکات (تشکیل) را با رنگ نمایش دادند. علامت‌گذاری آیات و عناوین سوره‌ها نیز با تزئینات طلایی، برگرفته از نقوش بیزانسی و رومی، آراسته شده‌اند. آزادی هنری خوشنویسان در این اثر، بازتابی است از دورانی که بیان هنری از طریق تولید نسخ خطی، شکوفا و پررونق بوده است.
هر صفحه از قرآن دایه به‌تنهایی یک اثر هنری محسوب می‌شود. برخی صفحات از تونس خارج شده‌اند و هم‌اکنون در موزه متروپولیتن نیویورک، مجموعه دیوید در کپنهاگ و موزه باردو در تونس به نمایش درآمده‌اند. با این حال، مهم‌ترین بخش آن در «موزه ملی هنر اسلامی رقاده» در قیروان نگهداری می‌شود.
این نسخه قرآنی، یکی از مهم‌ترین آثار هنر اسلامی محسوب می‌شود. شکوه و زیبایی آن، خط منحصربه‌فردش، و زمینه تاریخی تولید و وقف آن، این مصحف را به سندی نادر – اگر نه بی‌نظیر – از فضای پرنشاط و غنی فرهنگی، فکری و درباری عصر پایانی فاطمیان در مغرب تبدیل کرده است.

## ویژگی‌ها
این نسخه از جنس پوست دام است و در قطع عمودی است. ابعاد آن ۳۱ در ۴۵ سانتیمتر است. هر صفحه ۵ سطر دارد. تعداد اوراق این مصحف ۲۹۰۰ برگ بوده است.